# Maridasanahalli, Pavagada
Maridasanahalli là một làng thuộc tehsil Pavagada, huyện Tumkur, bang Karnataka, Ấn Độ.